# 현대 유니콘스의 트레이드 목록
현대 유니콘스의 전신팀들을 포함해서 현대에는 타 팀에 비해 유난히 많은 트레이드가 있어왔다. 상황에 따라 트레이드의 내용은 달랐지만, 많은 경우 현대의 트레이드는 현대팀의 전력에 중요한 영향을 끼쳐왔다.
따라서 현대팀의 역사를 이해하기 위해서는 현대 및 전신팀들이 행한 트레이드의 역사를 살펴볼 필요가 있다.

## 삼미 슈퍼스타즈의 트레이드
| 연도 | 날짜  | 자구단 (A) | A → B    | 타구단 (B) | B → A                          | 비고                                 | 주석 |
| 1982 |       | 삼미       |          |            |                                | 해당사항없음                         |      |
| 1983 | 01/10 | 삼미       | 선수없음 | 삼성       | 정구왕                         | 현금 트레이드                        |      |
| 1983 | 11/17 | 삼미       | 임호균   | 롯데       | 우경하, 박정후, 권두조, 김정수 | 프로야구 최초의 일대 다자간 트레이드 |      |
| 1983 | 12/17 | 삼미       | 이광길   | 롯데       | 김호근, 김덕열                 | 11/17 트레이드에 대한 후속 트레이드  |      |
| 1984 | 08/15 | 삼미       | 김대진   | OB         | 선수없음                       | 현금트레이드                         |      |
| 1984 | 11/20 | 삼미       | 최홍석   | MBC        | 김바위                         |                                      |      |

## 청보 핀토스의 트레이드
| 연도 | 날짜  | 자구단 (A) | A → B                  | 타구단 (B) | B → A          | 비고                                   | 주석                                                                             |
| 1985 | 11/20 | 청보       | 김우근                 | MBC        | 김봉근         |                                        |                                                                                  |
| 1985 | 11/27 | 청보       | 김호근, 정문섭         | OB         | 강철원, 정선두 |                                        |                                                                                  |
| 1986 | 02/10 | 청보       | 오문현                 | 빙그레     | 청보           | 현금트레이드                           |                                                                                  |
| 1986 | 10/13 | 청보       | 정구선, 정성만, 우경하 | 롯데       | 청보           | 양상문, 임호균, 배경환, 이진우, 김진근 | 최초의 리턴 트레이드 (임호균, 우경하), 프로야구 사상 최다 인원이 이적한 트레이드 |
| 1987 | 02/28 | 청보       | 선수없음               | 삼성       | 청보           | 이해창, 정진호                         | 현금 트레이드. 정진호 선수는 전 LG 수석코치                                      |
| 1987 | 12/10 | 청보       | 이상훈, 김영균         | OB         | 청보           | 김경남                                 |                                                                                  |
| 1988 | 11/14 | 청보       | 선수없음               | 해태       | 청보           | 김일권                                 |                                                                                  |

## 태평양 돌핀스의 트레이드
| 연도 | 날짜  | 자구단 (A) | A → B          | 타구단 (B) | B → A                  | 비고                  | 주석   |
| 1988 | 06/20 | 태평양     | 선수없음       | 해태       | 김일환                 | 현금 트레이드         | [ 1 ]  |
| 1988 | 11/24 | 태평양     | 박상국, 천만원 | 롯데       | 이충우, 정영기         | 현금 트레이드         | [ 1 ]  |
| 1988 | 11/30 | 태평양     | 선수없음       | 빙그레     | 이광길, 천창호, 김한근 | 현금 트레이드         |        |
| 1988 | 12/20 | 태평양     | 김동재         | 해태       | 선수없음               | 현금 트레이드         |        |
| 1990 | 01/03 | 태평양     | 2천6백만원     | OB         | 김경문                 | 현금 트레이드         | [ 2 ]  |
| 1990 | 01/10 | 태평양     | 유동효         | 쌍방울     | 선수없음               | 현금 트레이드         |        |
| 1990 | 01/30 | 태평양     | 김신부         | LG         | 이길환                 |                       |        |
| 1990 | 01/30 | 태평양     | 양승관         | LG         | 오영일                 |                       |        |
| 1990 | 03/21 | 태평양     | 이상구         | 롯데       | 김인호                 | 김인호                | [ 3 ]  |
| 1990 | 12/18 | 태평양     | 김경문         | OB         | 송재박                 |                       | [ 4 ]  |
| 1991 | 02/02 | 태평양     | 선수없음       | 빙그레     | 김성갑                 | 현금 트레이드 김성갑  | [ 5 ]  |
| 1991 | 02/05 | 태평양     | 이상대         | 쌍방울     | 선수없음               | 현금 트레이드         |        |
| 1992 | 02/11 | 태평양     | 선수없음       | LG         | 김재박                 | 현금 트레이드, 김재박 |        |
| 1992 | 06/30 | 태평양     | 김력           | 롯데       | 선수없음               | 현금 트레이드         |        |
| 1992 | 06/30 | 태평양     | 전일수         | LG         | 윤덕규                 | 현금 트레이드         |        |
| 1992 | 06/30 | 태평양     | 박준태         | LG         | 윤덕규                 |                       | [ 6 ]  |
| 1993 | 06/29 | 태평양     | 2천만원        | 삼성       | 구윤                   | 현금 트레이드         | [ 7 ]  |
| 1993 | 12/28 | 태평양     | 6천만원        | 삼성       | 김용국, 윤용하         | 현금 트레이드         | [ 8 ]  |
| 1995 | 05/07 | 태평양     | 나성열, 김민태 | 한화       | 이종호, 지화선         |                       | [ 9 ]  |
| 1995 | 11/01 | 태평양     | 박은진         | 한화       | 김상국                 |                       | [ 10 ] |

## 현대 유니콘스의 트레이드
| 연도 | 날짜  | 현대 → A            | 타구단 (A) | A → 현대     | 비고 | 주석   |
| 1996 | 02/27 | 최상덕              | 해태       | 박재홍       | 신인 지명권 사전 트레이드 | [ 11 ] |
| 1996 | 11/18 | 이희성, 최광훈      | 삼성       | 강기웅       | 트레이드 발표 직후 삼성 강기웅의 잠적으로 사실상 삼성에서 현대로 선수 이적은 없었음. 강기웅은 은퇴 | [ 12 ] |
| 1997 | 04/08 | 비고참조            | 롯데       | 전준호       | 문동환 현대건설 입단 계약금 (약 5억원 추정)면제 조건으로 롯데가 전준호를 현대에 트레이드함. | [ 13 ] |
| 1997 | 06/08 | 강영수, 공의식      | 쌍방울     | 김광림       | | [ 14 ] |
| 1997 | 11/15 | 이근엽, 김형남, 9억 | 쌍방울     | 박경완       | 선수 및 현금 트레이드. 당시 야구단 운영 자금이 부족했던 쌍방울을 대상으로 현금 9억 및 선수를 이적시키고 쌍방울의 주전 포수 박경완을 영입하는 트레이드. 거액의 자금이 오간 관계로 화제를 모았다.                                                               | [ 15 ] |
| 1998 | 07/31 | 박정현, 가내영, 6억 | 쌍방울     | 조규제       | 선수 및 현금 트레이드 | [ 16 ] |
| 1998 | 07/31 | 최창호              | LG         | 박종호       | 선수 및 현금 트레이드 | [ 16 ] |
| 1999 | 01/03 | 안병원, 7억         | LG         | 임선동       | 선수 및 현금 트레이드. LG, 다이에 호크스, 현대건설 사이의 계약 파문을 일으켰던 임선동과 LG 사이의 법정 공방의 결과 이루어진 트레이드라 할 수 있다. LG의 지명권을 인정한 법정의 판결로 인해 임선동은 재판 후 2년 동안 LG 선수로 활동하다 현대로 트레이드 된다. | [ 17 ] |
| 1999 | 10/18 | 최원호              | LG         | 심재학       | | [ 18 ] |
| 1999 | 11/02 | 5억                 | 쌍방울     | 마일영       | 지명권 사후 트레이드 | [ 19 ] |
| 2000 | 03/23 | 장광호              | SK         | 10억         | 신생팀 SK의 창단으로 인한 보상 선수 트레이드. | [ 20 ] |
| 2000 | 07/07 | 김경기              | SK         | 2억5천만원   | 현금 트레이드 | [ 21 ] |
| 2001 | 02/09 | 심재학              | 두산       | 심정수       | 선수협의회 사태로 인한 보복성 트레이드의 성격이 짙다. | [ 22 ] |
| 2001 | 02/09 | 조규제, 조웅천      | SK         | 15억         | 현금트레이드 | [ 22 ] |
| 2001 | 06/16 | 김홍집, 최영필      | 한화       | 이상열, 3억  | 선수 및 현금트레이드 | [ 23 ] |
| 2001 | 07/25 | 최만호              | LG         | 정현택       | | [ 24 ] |
| 2002 | 04/04 | 이재주              | KIA        | 3억          | 현금 트레이드. 모기업 하이닉스의 부도로 야구단 운영이 어려웠던 현대에 운영 자금을 지원하기 위한 트레이드의 성격이 짙다. | [ 25 ] |
| 2002 | 04/04 | 노승욱              | 롯데       | 서한규       | | [ 26 ] |
| 2002 | 06/16 | 장정석              | KIA        | 최익성       | | [ 27 ] |
| 2003 | 01/15 | 박재홍              | KIA        | 정성훈, 10억 | 선수 및 현금 트레이드 | [ 28 ] |
| 2003 | 12/05 | 권준헌              | 한화       | 송지만       | | [ 29 ] |
| 2004 | 01/16 | 장교성              | 두산       | 홍원기       | 홍원기 두산과 FA 계약 직후(8,000만원) 현대의 장교성과 맞트레이드 | [ 30 ] |
| 2007 | 05/20 | 채종국              | SK         | 조중근       | | [ 31 ] |